# Nina Zilli
Maria Chiara Fraschetta (n. 2 februarie 1980 Piacenza), cunoscută sub numele de scenă Nina Zilli, este o cântăreață italiană. Nina Zilli a fost reprezentanta Italiei la Concursul Eurovision 2012 din Baku, Azerbaidjan cu melodia "L'amore è femmina (Out of Love)". 

## Discografie

### Albume
- 2010 - Sempre lontano
- 2012 - L'amore è femmina

### EP
- 2009 - Nina Zilli

### Single
- 2009 - 50mila (ft. Giuliano Palma)
- 2009 - L'inferno
- 2009 - L'amore verrà
- 2010 - L'uomo che amava le donne
- 2010 - Bacio d'a(d)dio
- 2012 - Per sempre

1. ↑  „Nina Zilli”, Gemeinsame Normdatei, accesat în 12 decembrie 2014